# ناحیه امبوی، شهرستان فاتان، اوهایو
شهرستان امبوی، بخش فاتان، اوهایو (به انگلیسی: Amboy Township, Fulton County, Ohio) یک منطقهٔ مسکونی در ایالات متحده آمریکا است که در اوهایو واقع شده‌است.

## خصوصیات
شهرستان امبوی ۶۷٫۲ کیلومترمربع مساحت و ۱٬۵۵۲ نفر جمعیت دارد و ۲۲۱ متر بالاتر از سطح دریا واقع شده‌است.